# Brookshire Grocery Company
Brookshire Grocery Company er en amerikansk dagligvarekæde, der er baseret i Tyler, Texas. De har over 200 butikker i Texas, Louisiana, Arkansas og Oklahoma under brands som Brookshire's, Super 1 Foods, Fresh by Brookshire's, Spring Market og Reasor's.
Virksomheden blev etableret i 1928 af Wood T. og Louise Brookshire, som åbnede deres første butik i Tyler’s bymidte.